# Francisco Marques de Sousa Viterbo

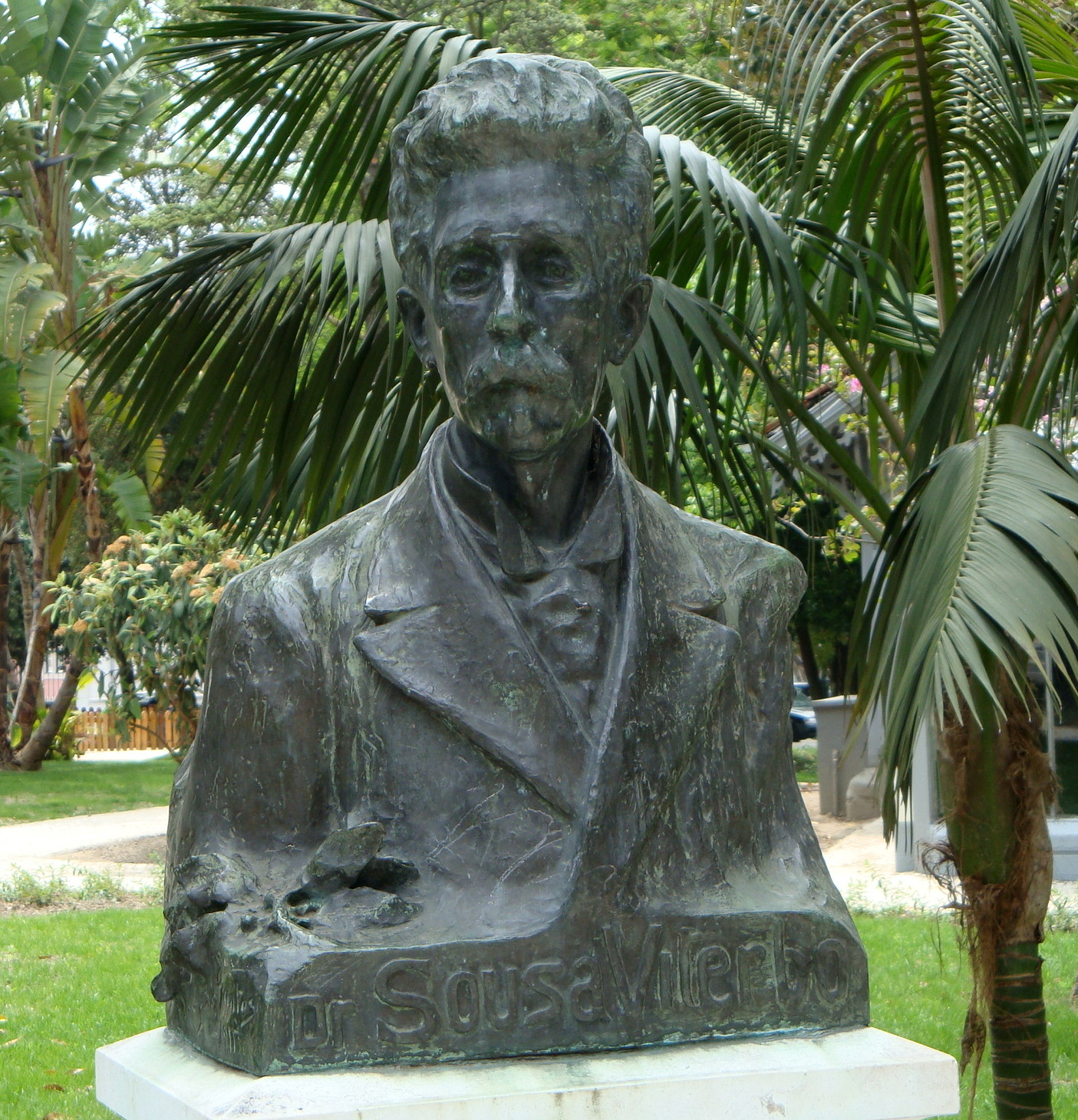
Francisco Marques de Sousa Viterbo

Francisco Marques de Sousa Viterbo (* 29. Dezember 1845 in Porto; † 29. Dezember 1910 in Lissabon) war ein portugiesischer Dichter, Archäologe, Historiograph und Journalist.

## Leben
Sousa Viterbo kam in der Freguesia São Nicolau als Sohn des Händlers Henrique de Sousa und der Maria Marques da Nova zur Welt. Die Eltern sahen für ihn eine kirchliche Ausbildung am Bischöflichen Seminar von Porto vor. Im Anschluss studierte er Medizin an der Escola Médico-Cirúrgica do Porto und beendete seine Studien an der Escola Médico-Cirúrgica de Lisboa. Schon bald gab er diese Fachrichtung auf und widmete sich fortan der Geschichte und Archäologie. Dank seiner Arbeit konnten wichtige Daten aus den Biografien von Personen der portugiesischen Geschichte wiedergewonnen werden, darunter Damião de Góis und Gil Vicente. Er führte in seinen Arbeiten über das Mühlenwesen in Portugal den Begriff der Industriearchäologie ein.
Für die Tageszeitung Diário de Notícias war er beinahe 30 Jahre als Journalist tätig. Er war auch Gründer der Associação de Jornalistas e Escritores Portugueses.

## Werke
- Arte e Artistas em Portugal
- Contribuição para a História das Artes e Indústrias Portuguesas